# NGC 596
NGC 596 je galaksija u zviježđu Kit.

## Vanjske poveznice
- SEDS: NGC 0596